# 兵库县

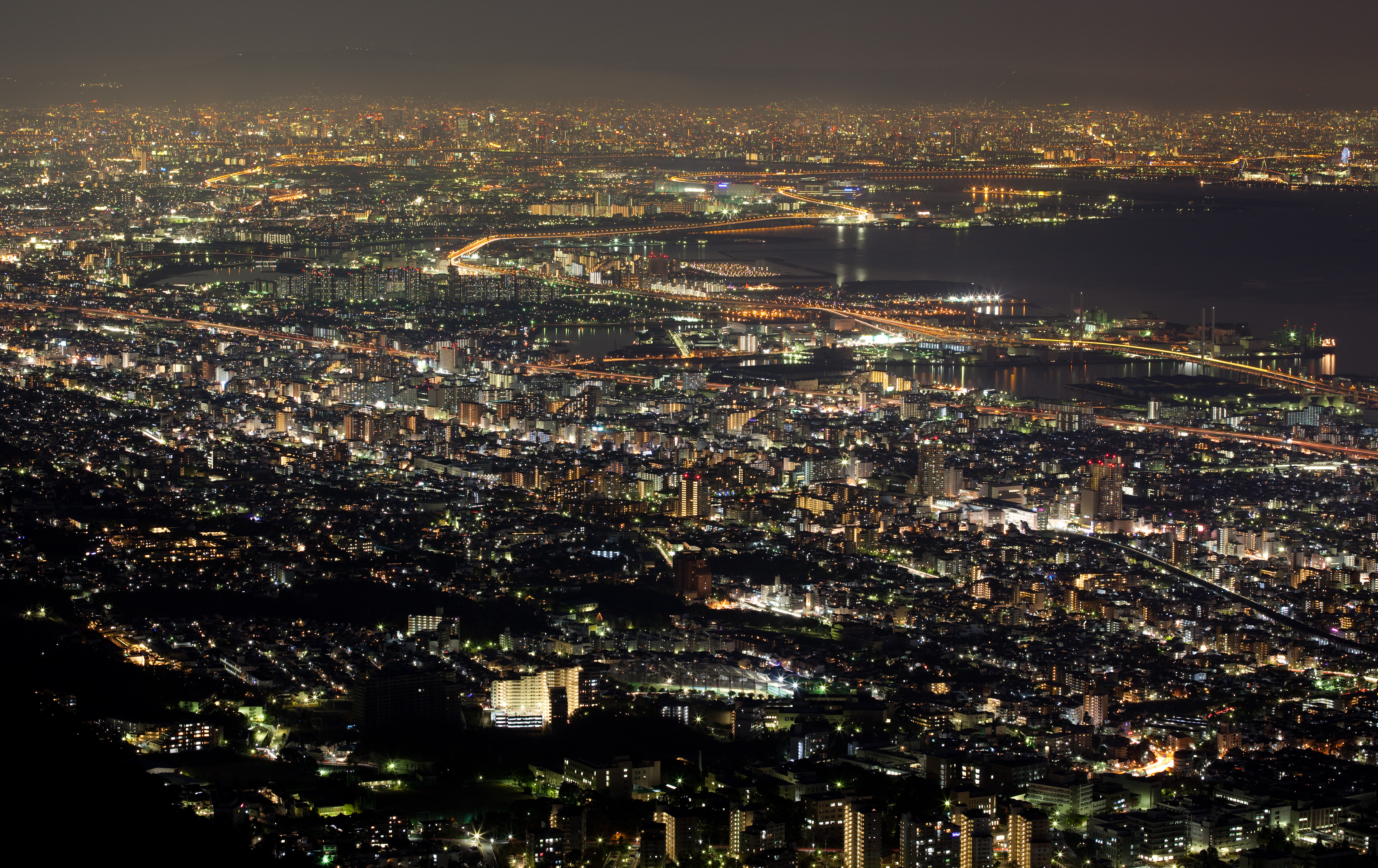
自掬星台夜眺神戶市的景致，被譽稱為「百萬夜景」（百万ドルの夜景）、以及「日本三大夜景」之一

兵库县（日语：／〔〕 Hyōgo ken */?）是日本近畿地方的一个县，面積8400.82km²，縣治為神户市。总人口約531萬，縣內城市大部分集中在濑户内海沿岸。其轄區在古代曾分屬播磨國、但馬國等多個令制國，因此是極具多樣性、也是一體性程度較低的縣。

## 地理
兵库县北临日本海，南接濑户内海，中央部位是森林和山地。东面与京都府、大阪府，西面与冈山县、鸟取县接壤。
腹地是肥沃而温暖的播磨平原，县域包括淡路岛。

## 历史
“兵庫”一詞的起源來自於在天智天皇的統治時期這裏有士兵武器倉庫。
- 1867年 - 兵庫港对外开埠
- 1868年 - 初步开设兵库县（伊藤博文担任初代知事）
- 1874年 - 神户－大阪間开通铁路
- 1876年 - 并合播磨、但马、丹波、淡路，大致构成现代兵库县，当时人口为約135万人
- 1945年 - 尼崎、神户、姬路等市被美军轰炸
- 1977年 - 神户地铁开通
- 1981年 - 神户港口岛博覧会
- 1991年 - 芦屋市选出日本全国第一位女市长
- 1995年1月17日 - 阪神淡路大地震、6,000多人丧生
- 1997年 - 神戶市酒鬼薔薇聖斗事件
- 1998年 - 明石海峡大桥开通
- 1999年 - 篠山市成立
- 2004年 - 養父市、丹波市成立
- 2005年 - 南淡路市、新丰冈市、宍粟市、淡路市、香美町成立
- 2005年4月25日 - JR福知山線出軌事故、100多人丧生

## 观光
日本国宝姬路城是世界文化遗产之一。
1998年开通的明石海峽大桥横跨明石海峡連接本州和淡路岛，全长3911米，是世界第二长的吊桥。
除此之外，包括濑户内海国立公园、山阴海岸国立公园、六甲山、被譽稱為「百萬夜景」的神戶市掬星台夜眺、孙中山纪念館「移情阁」、餘部橋、有馬溫泉、城崎溫泉、湯村溫泉、出石、砥峰高原等，都是兵庫縣境內頗為知名的觀光勝景。

## 日本国立公园・國定公園
- 山陰海岸國立公園
- 瀨戶內海國立公園
- 冰之山後山那岐山國定公園

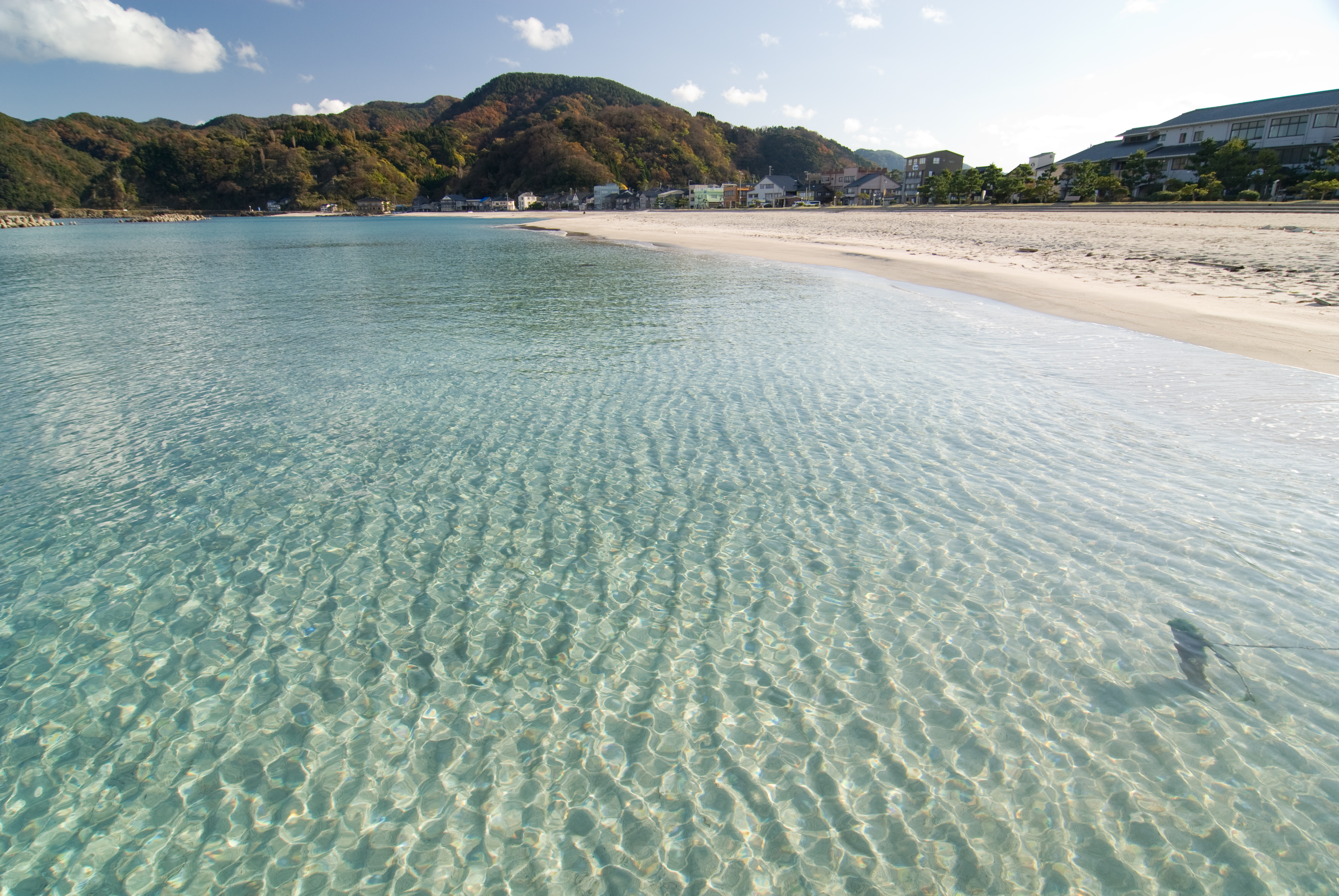
山陰海岸國立公園 （竹野海濱）
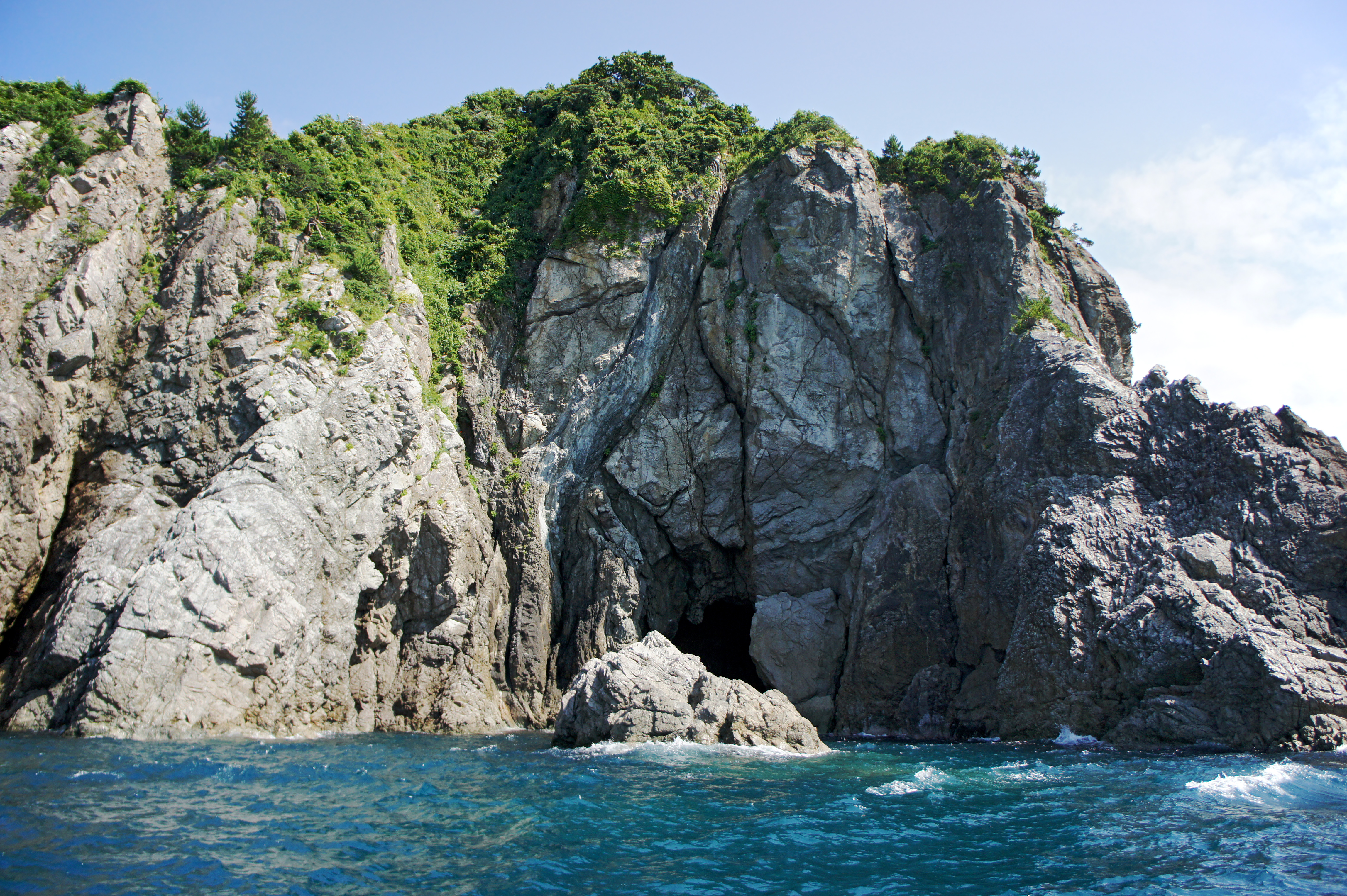
山陰海岸國立公園 （但馬御火灣）
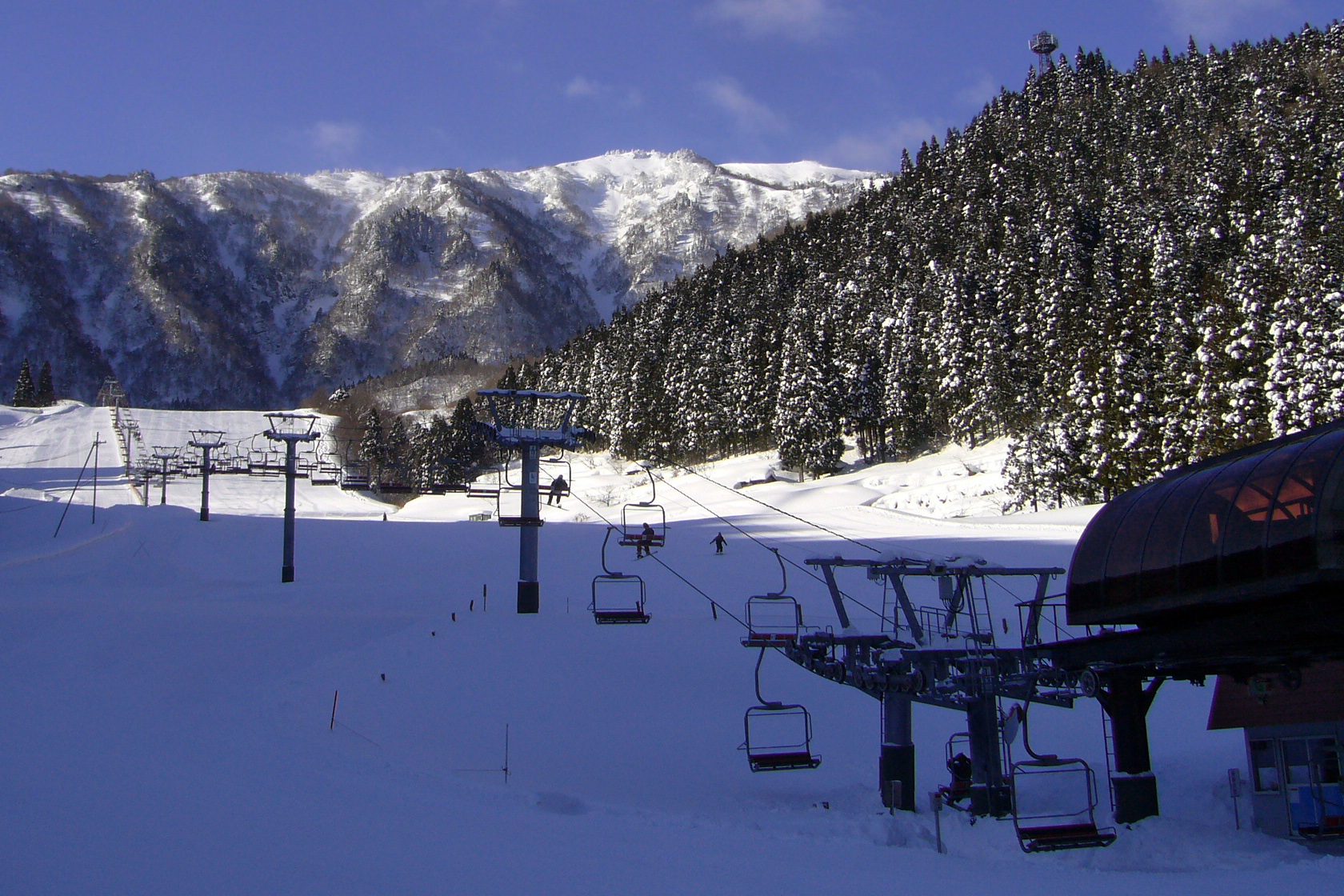
冰之山後山那岐山國定公園（冰之山）
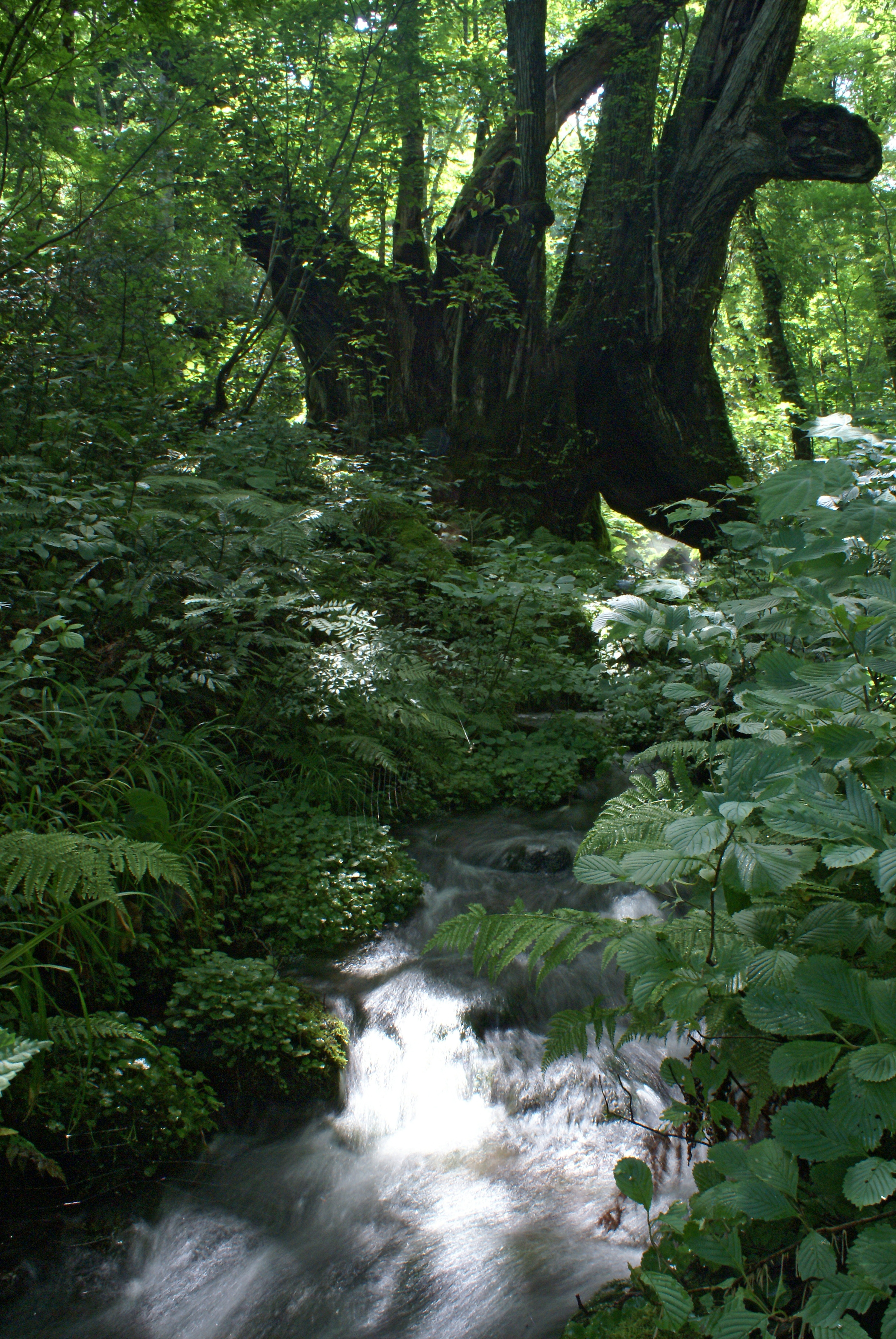
冰之山後山那岐山國定公園（靜川平）

## 文化

### 日本國寶

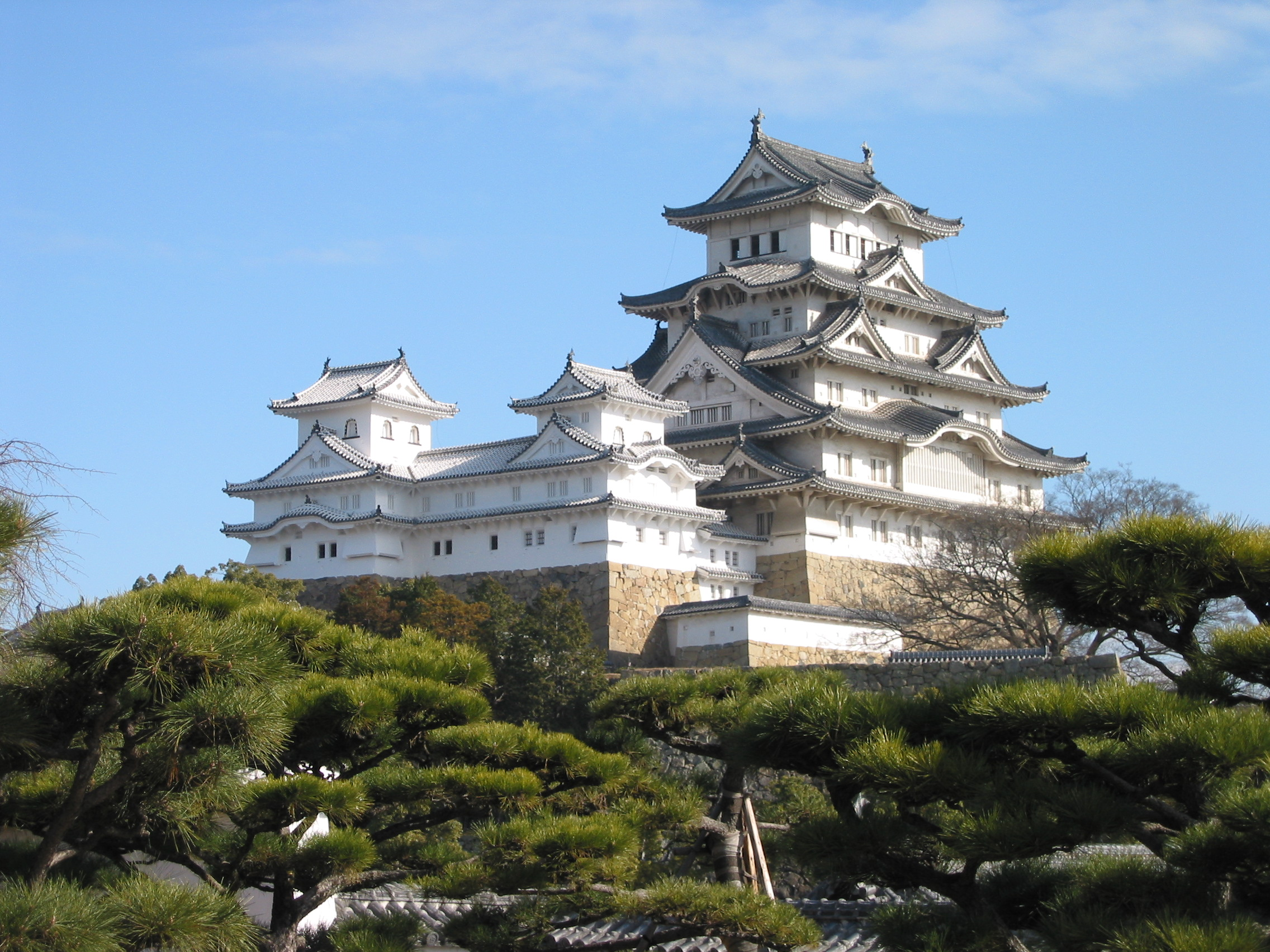
姬路城
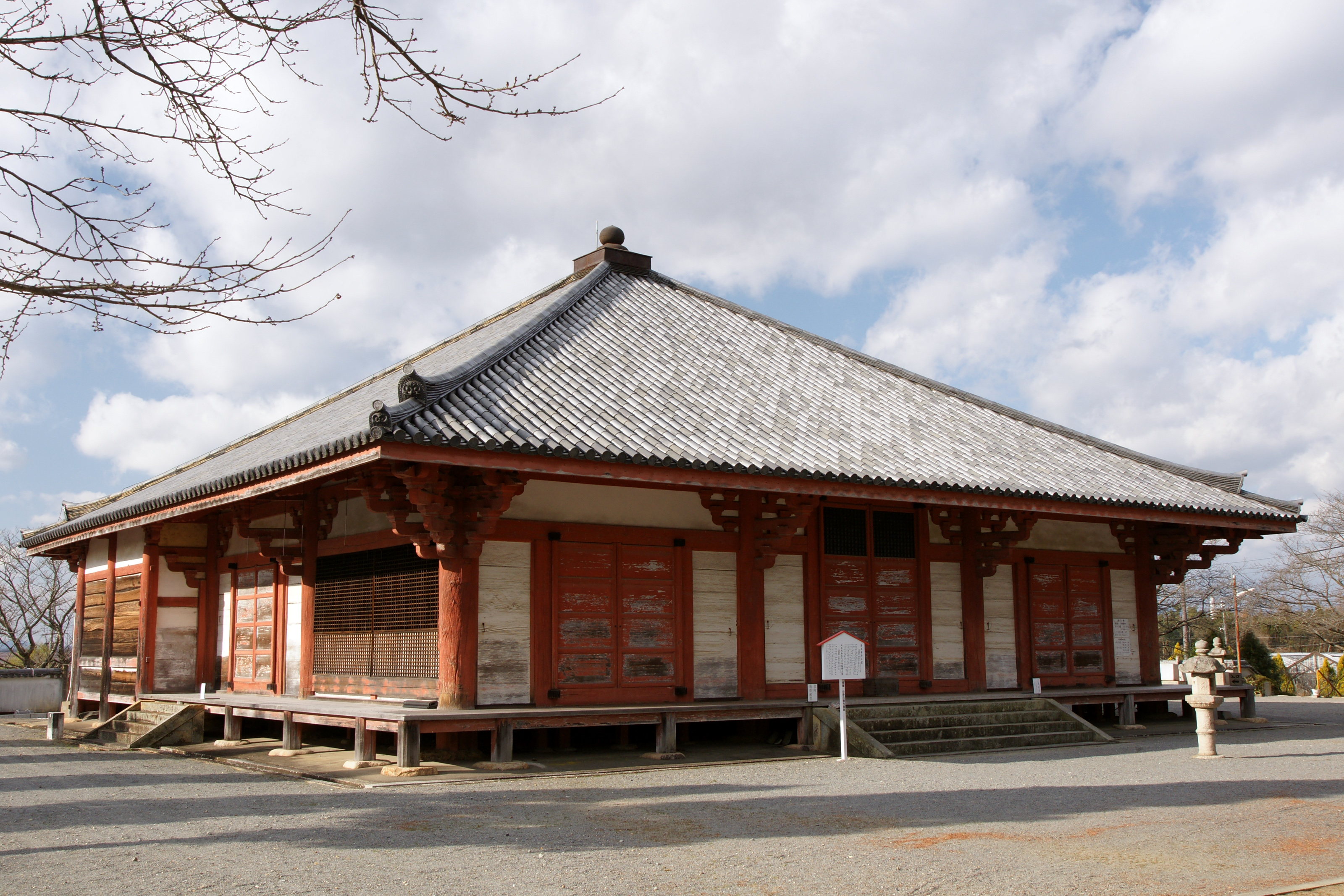
淨土寺
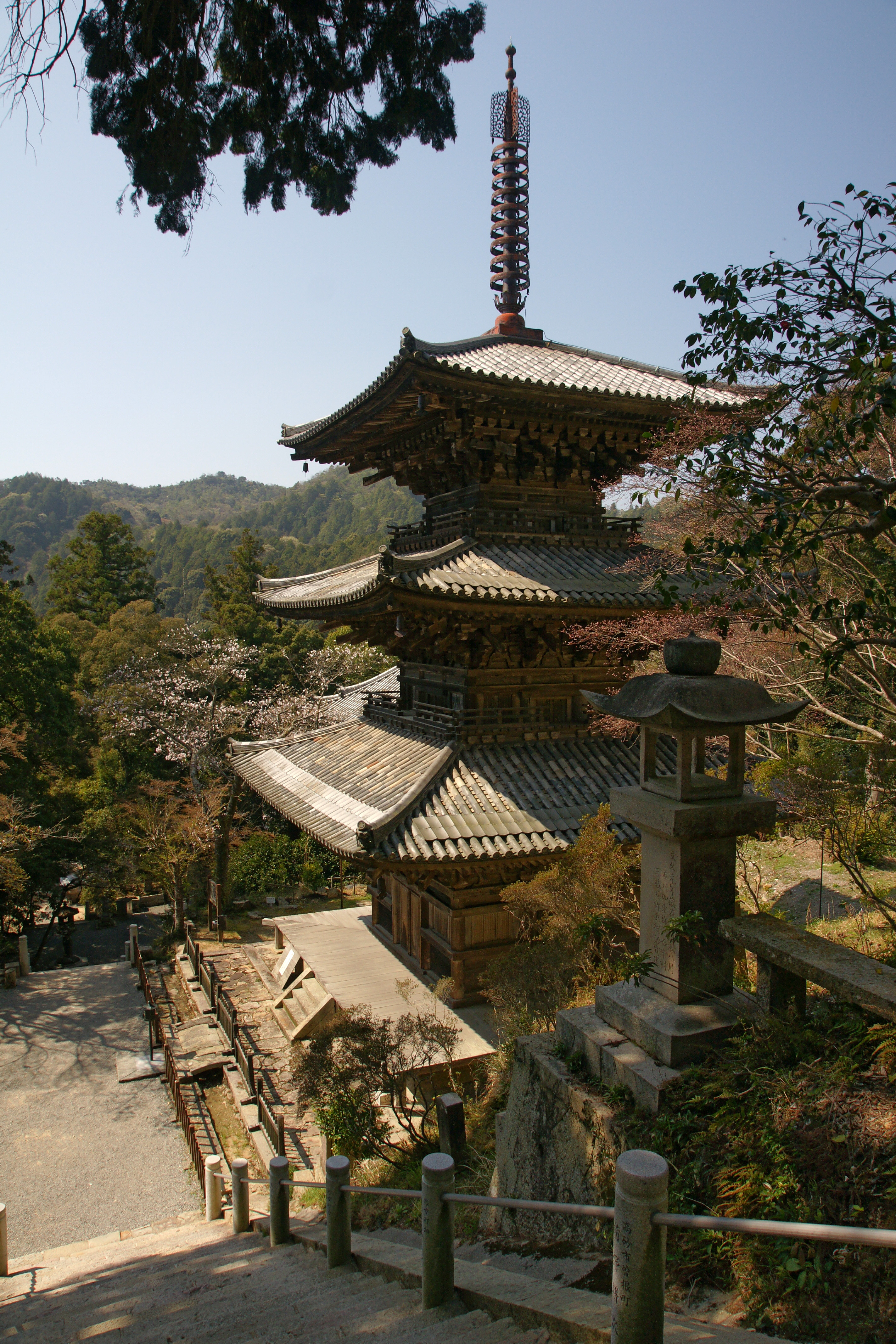
一乘寺
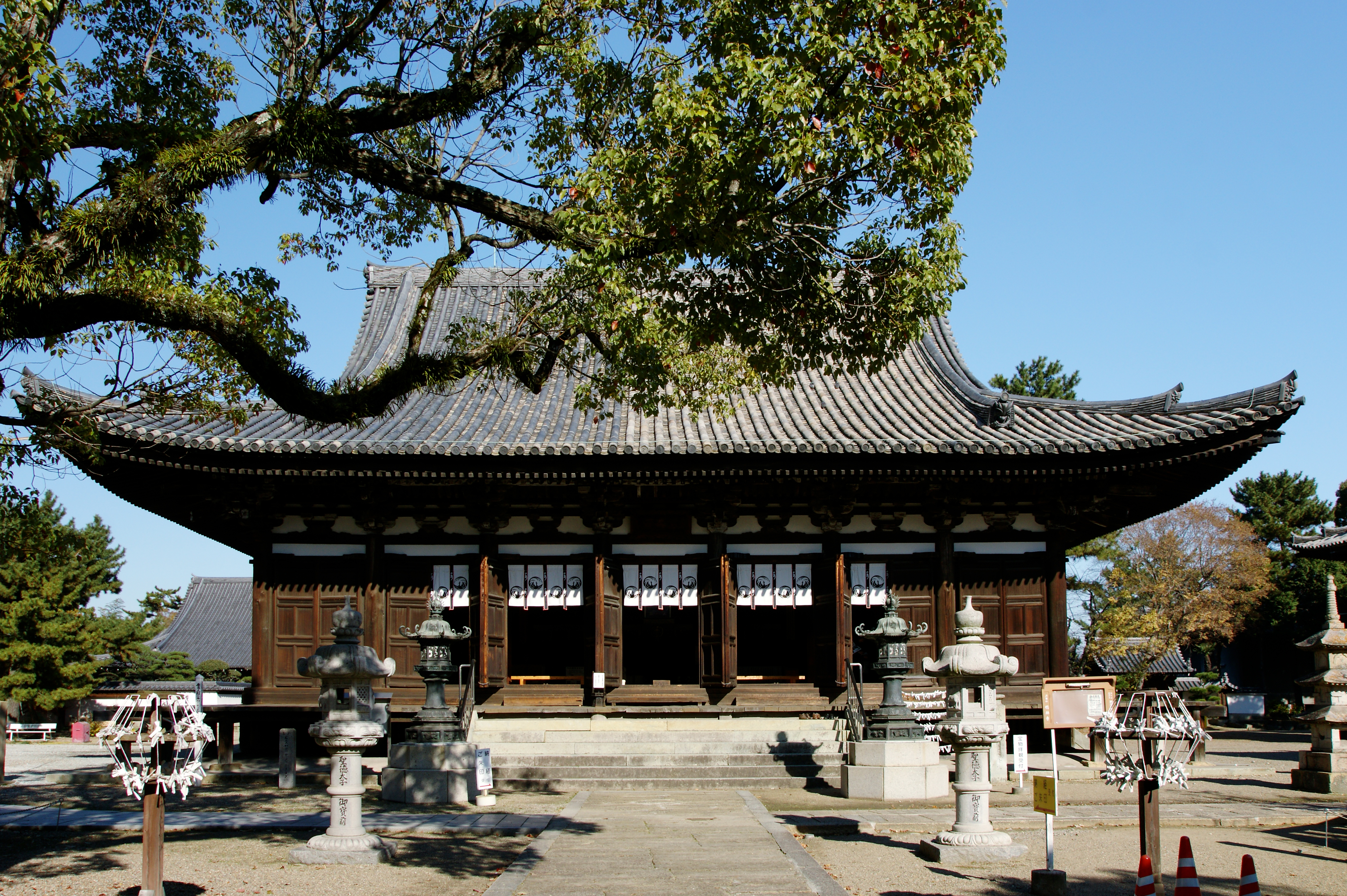
鶴林寺
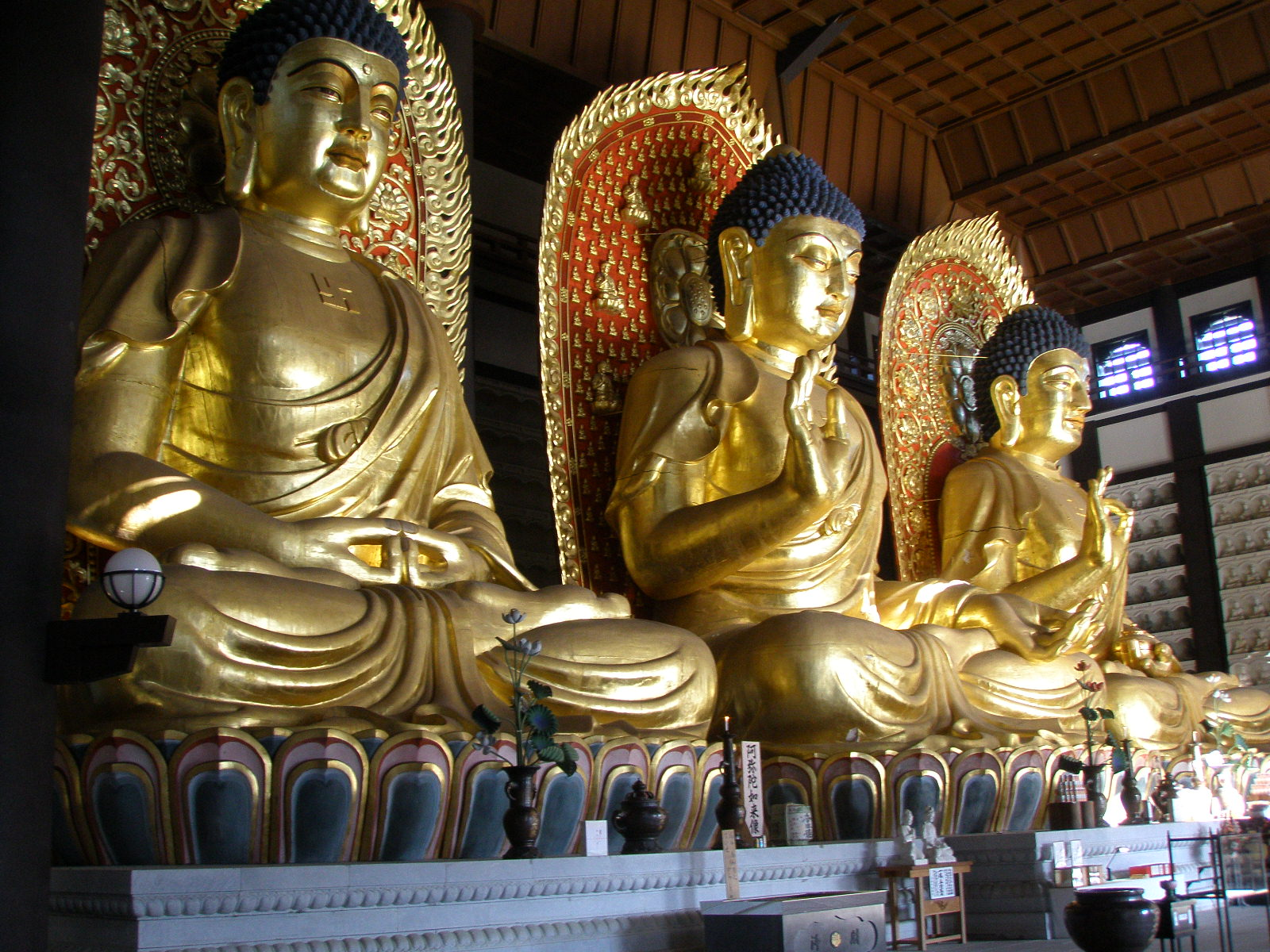
長樂寺

- 一乘寺（加西市）
- 淨土寺（小野市）
- 鶴林寺（加古川市）
- 太山寺（神户市）
- 朝光寺（加東市）
- 長樂寺（香美町）

- 姬路城
- 淨土寺
- 一乘寺
- 鶴林寺
- 長樂寺

### 博物馆
- 兵庫縣立美術館（神戶市）
- 神戶市立博物館（神戶市）
- 神戶海洋博物館（神戶市）
- 姬路市立美術館（姬路市）
- 蘆屋市立美術博物館（蘆屋市）
- 朝來藝術之森（朝來市）

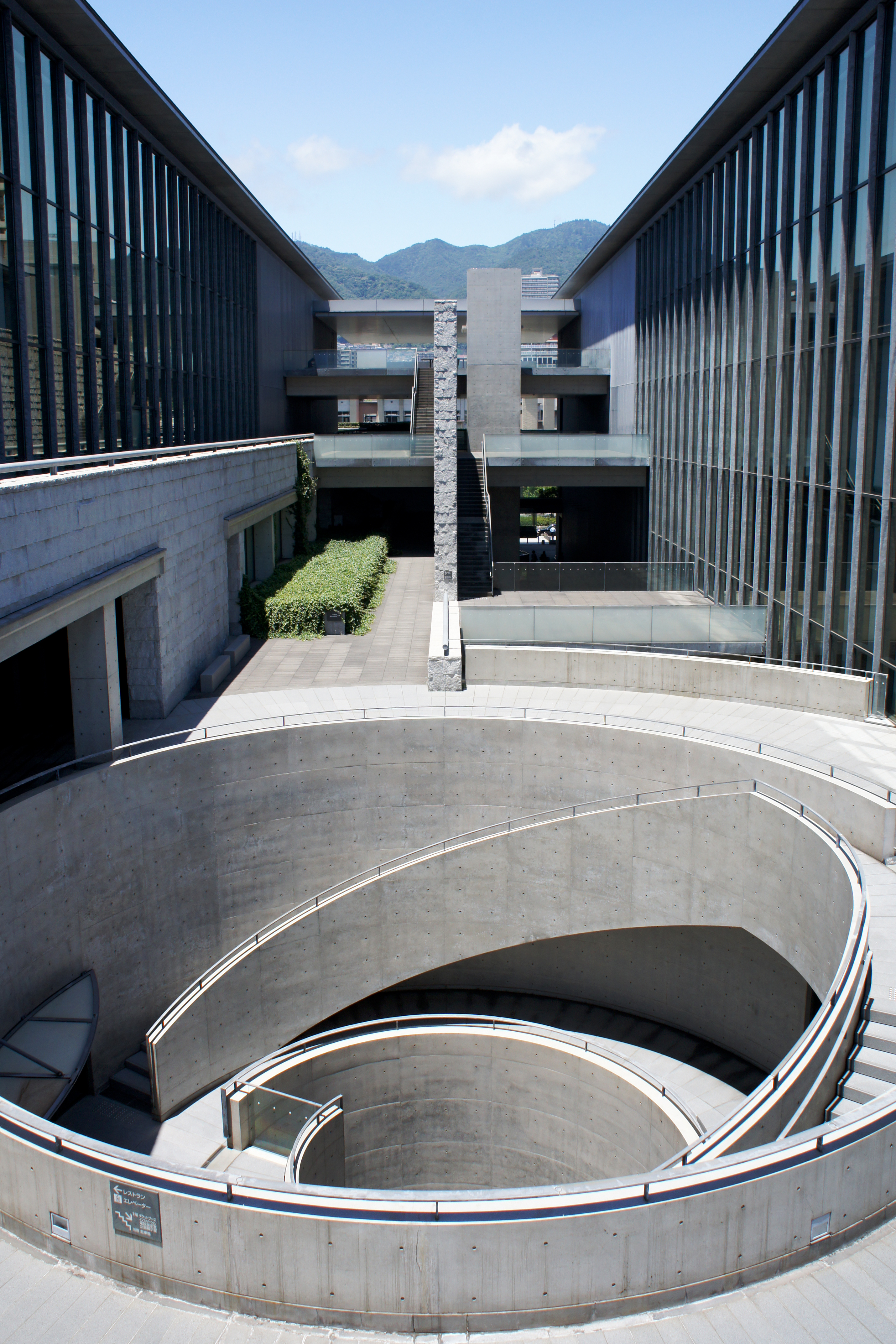
兵庫縣立美術館
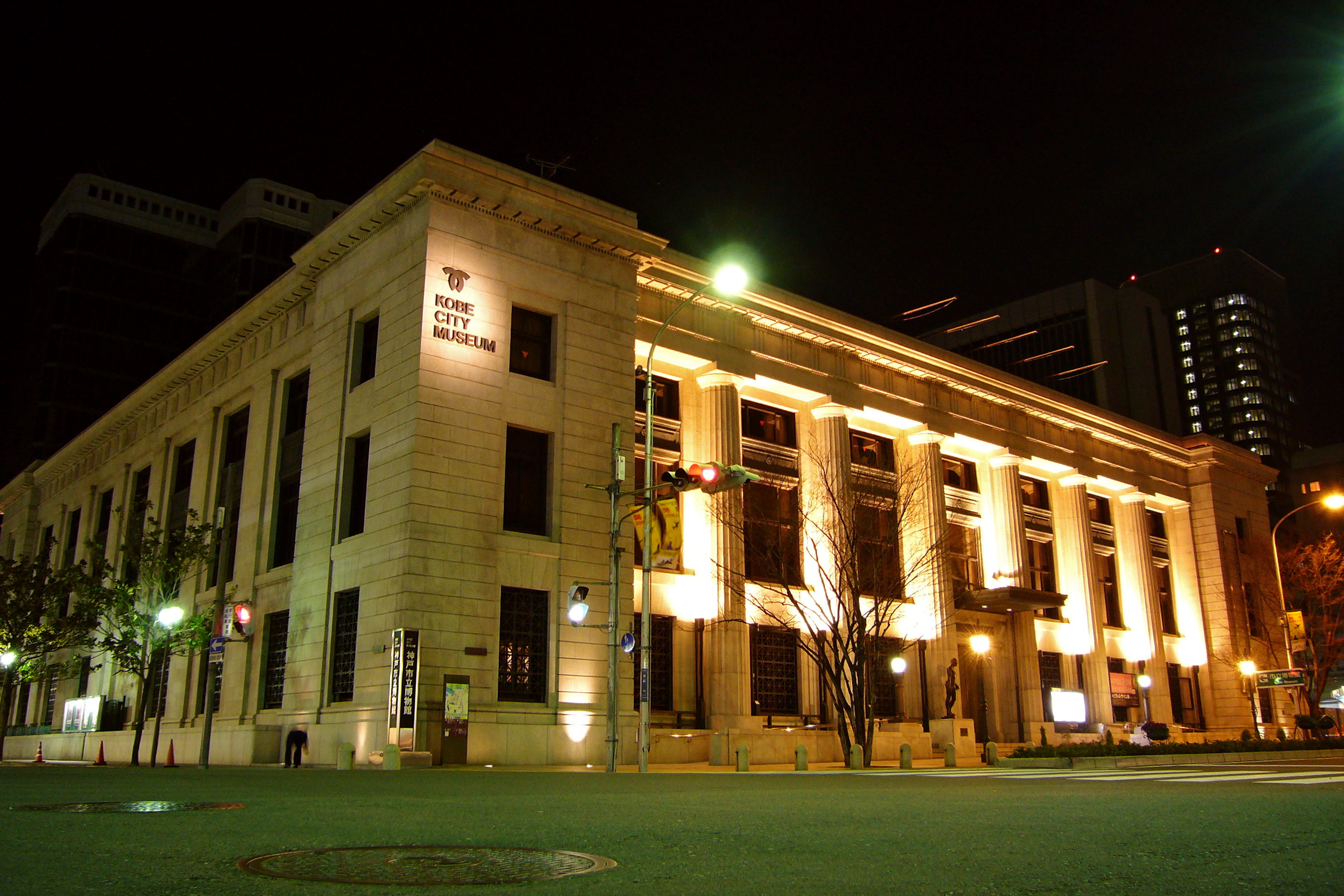
神戶市立博物館
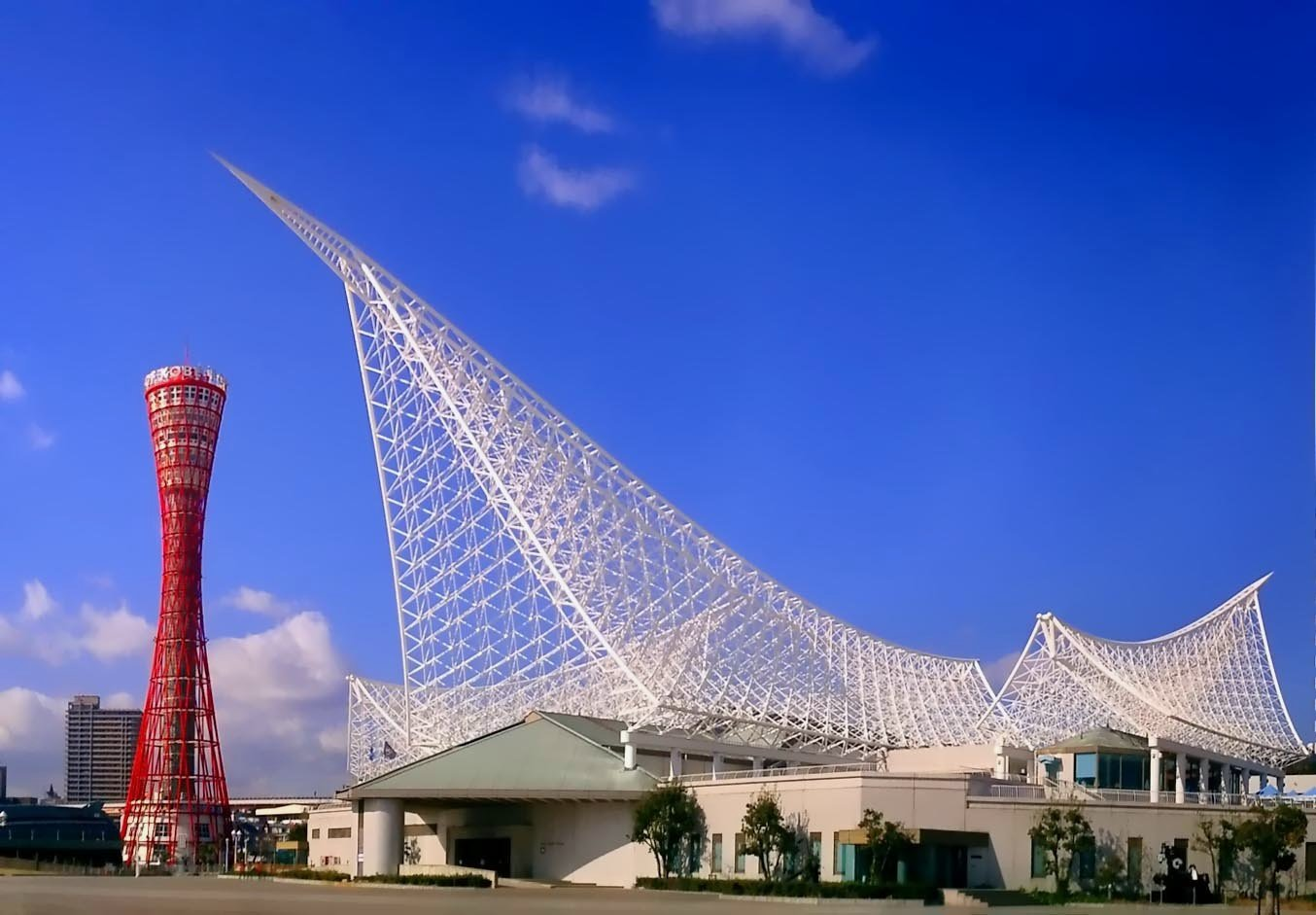
神戶海洋博物館
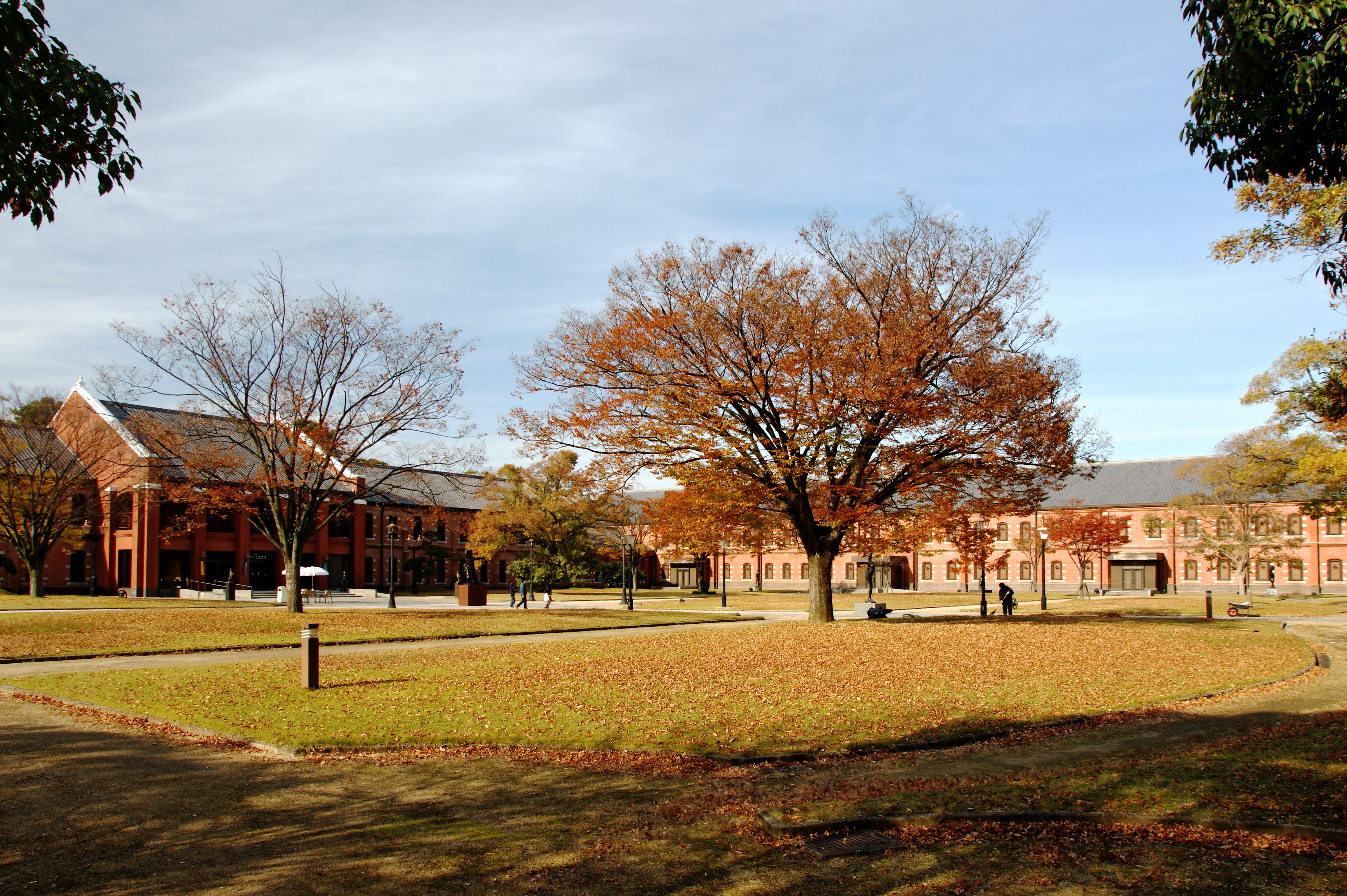
姬路市立美術館
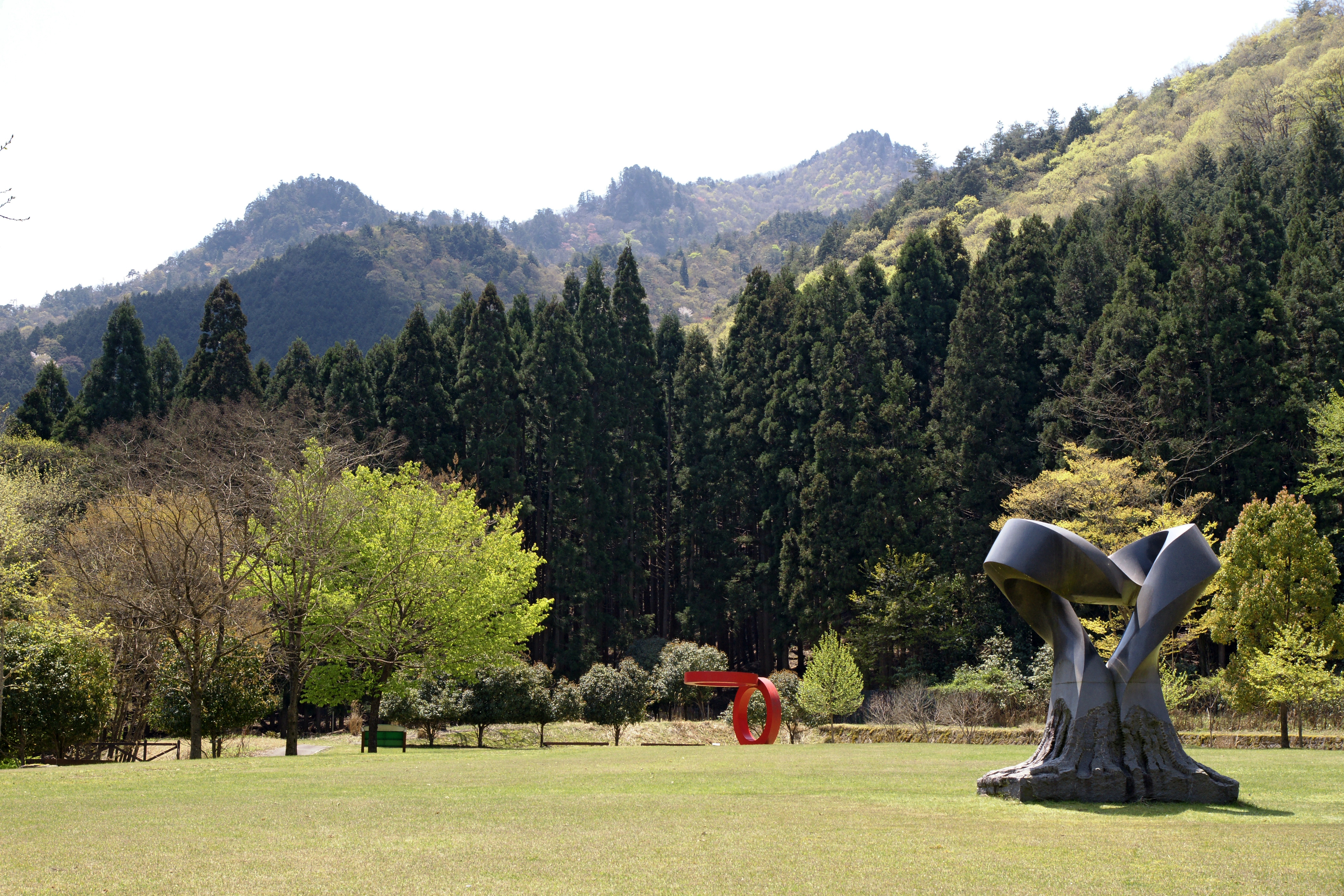
朝來藝術之森

## 主要城市
- 神户市
  - 東灘区、灘区、中央区、兵庫区、北区、長田区、須磨区、垂水区、西区
- 姬路市、西宮市、尼崎市、芦屋市、伊丹市、宝塚市、川西市、豐岡市、三田市、丹波篠山市、丹波市、西脇市、三木市、小野市、明石市、加古川市、加西市、加東市、高砂市、赤穗市、相生市、朝來市、龍野市、养父市、洲本市、淡路市、南淡路市、宍粟市、新溫泉町、香美町、神河町

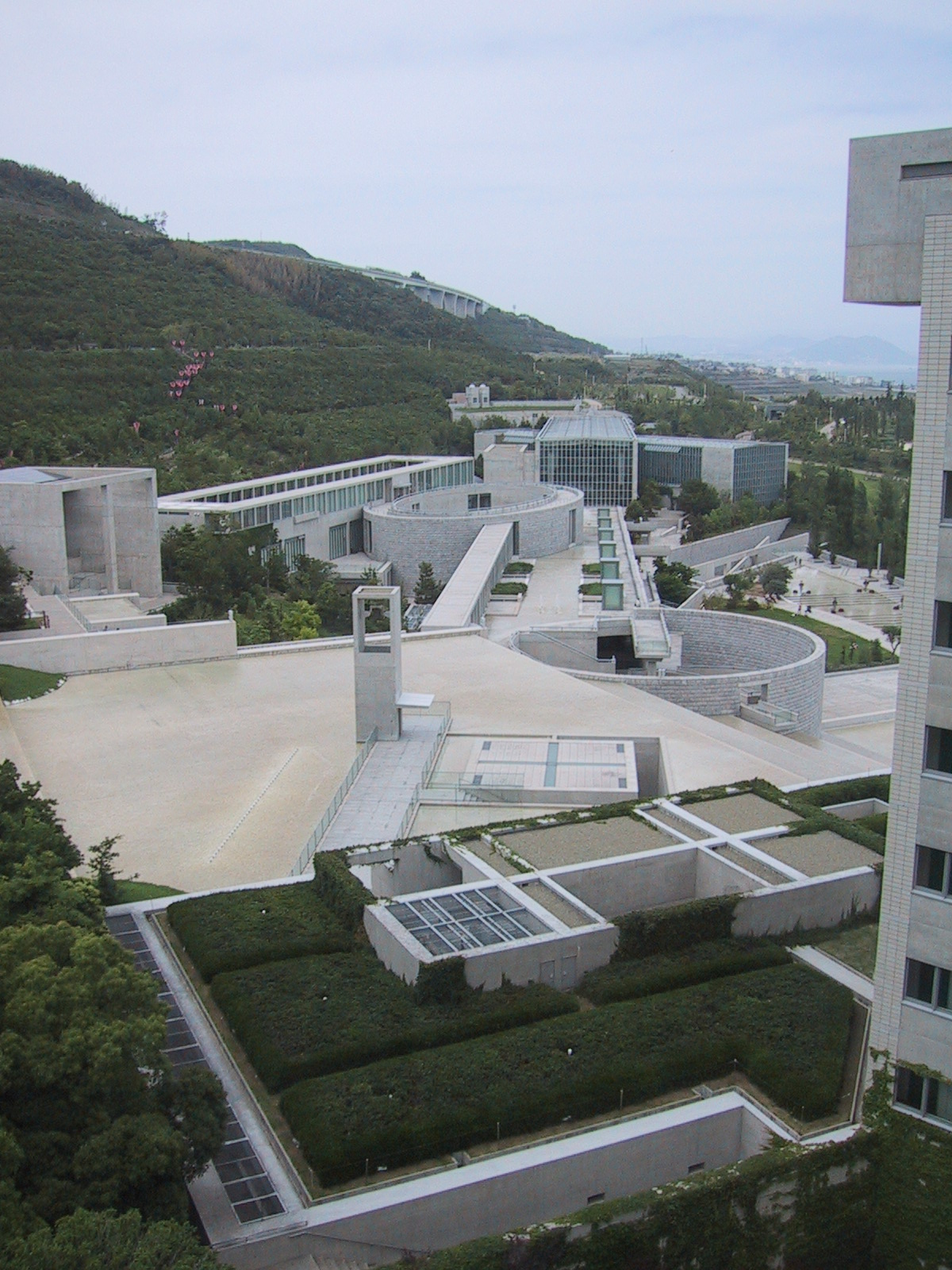
淡路夢舞台，淡路市
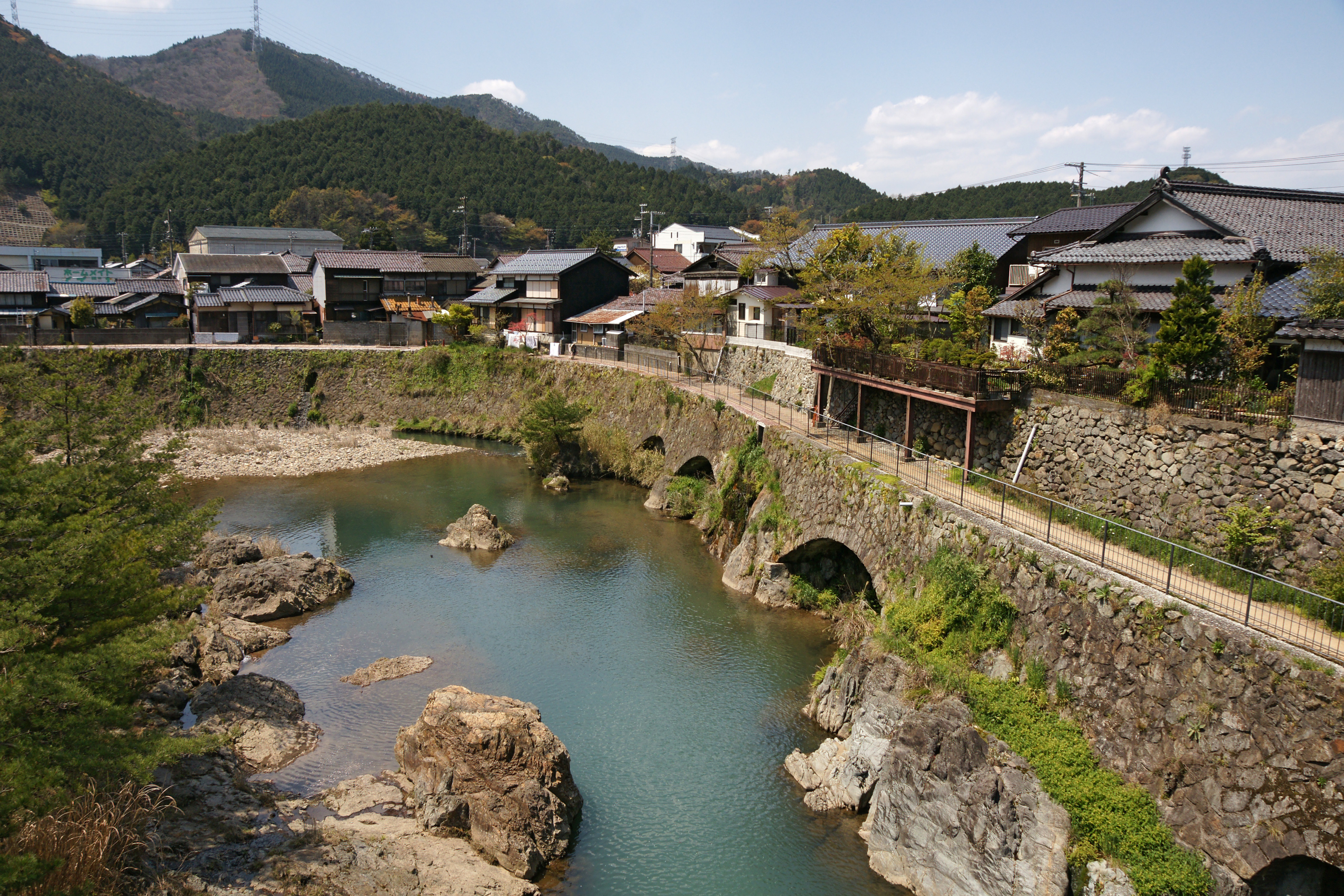
口銀谷的風景，朝來市
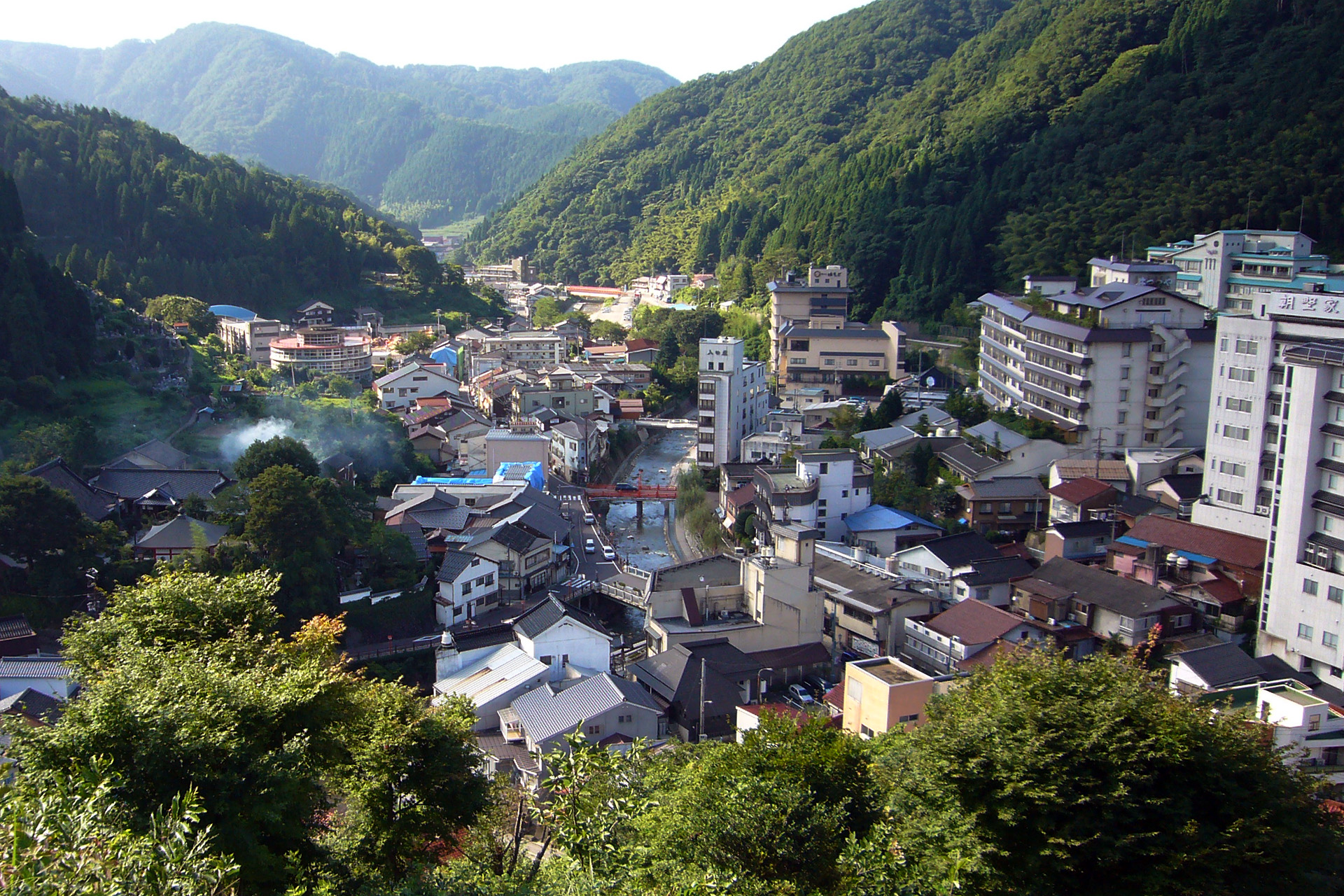
湯村溫泉，新溫泉町
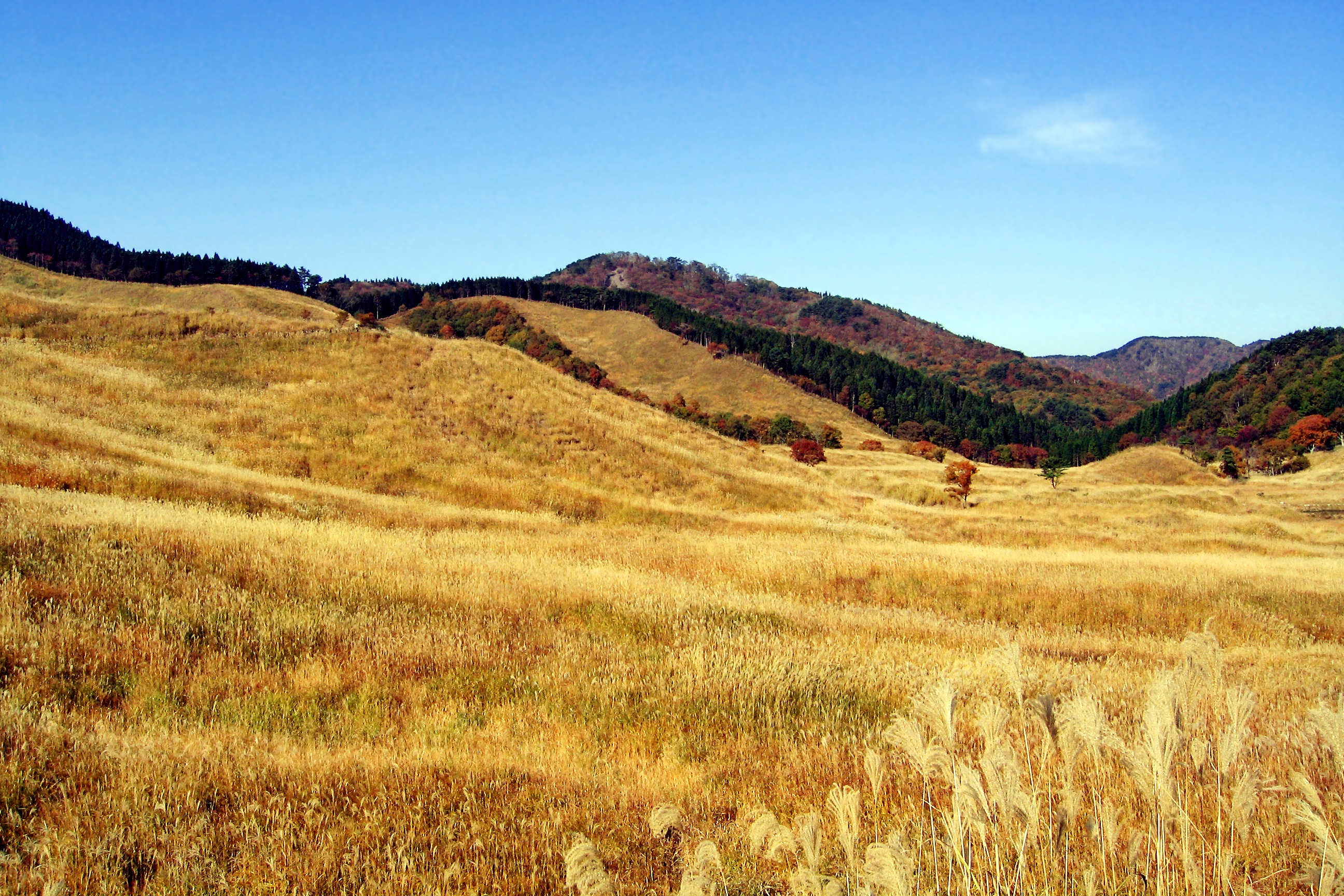
砥峰高原，神河町

## 主要大学
- 神户大学
- 关西学院大学
- 兵库教育大学
- 兵库县立大学
- 神户市立外语大学

## 交通

### 鐵道路線
- 縣内的連接
  - 西日本旅客鐵道（JR西日本） 加古川線、播但線
  - 三木鐵道 三木線
  - 北条鐵道 北条線
  - 阪急電鐵 今津線、伊丹線、甲陽線、神戶高速線
  - 阪神電氣鐵道 武庫川線、神戶高速線
  - 山陽電氣鐵道 本線、網干線
  - 神戶電鐵 有馬線、三田線、粟生線、公園都市線、神戶高速線
  - 北神急行電鐵 北神線
  - 能勢電鐵 日生線
  - 神戶新交通 港灣人工島線（ポートアイランド線）、六甲人工島線（六甲アイランド線）
  - 神戶市營地下鐵
- 近鄰府縣的連接
  - 西日本旅客鐵道 福知山線、JR東西線、赤穂線、姫新線
  - 京都丹後鐵道 宮豐線
  - 智頭急行 智頭線
  - 阪急電鐵 神戶本線、寶塚本線
  - 阪神電氣鐵道 本線、難波線
  - 能勢電鐵 妙見線
- 廣域的連接
  - 西日本旅客鐵道 山陽新幹線、東海道本線、山陽本線、山陰本線

### 道路

#### 收費道路
| - 高速自動車國道 - 名神高速道路 - 中國自動車道 - 山陽自動車道 - 舞鶴若狹自動車道 - 播磨自動車道 | - 快速道路 - 神戶淡路鳴門自動車道 - 西神自動車道 - 北近畿豐岡自動車道 - 播但連絡道路 - 阪神高速道路 - 第二神明道路 | - 其他收費道路 - 六甲北有料道路 - 六甲隧道 - 西神戶有料道路 - 山麓繞道 - 新神戶隧道 - 西宮北道路 |

#### 國道
| - 國道2號 - 國道9號 - 國道28號 - 國道29號 - 國道43號 - 國道171號 - 國道173號 - 國道174號 | - 國道175號 - 國道176號 - 國道178號 - 國道179號 - 國道250號 - 國道312號 - 國道372號 | - 國道373號 - 國道426號 - 國道427號 - 國道428號 - 國道429號 - 國道436號 - 國道477號 |

#### 縣道
- 兵庫縣縣道一覽

#### 其他
- 山手幹線

### 機場
- 大阪國際機場（伊丹市）
- 但馬機場（豐岡市）
- 神戶機場（神戶市・2006年啟用）

### 港灣
- 中枢國際港灣：神戶港（神戶市）

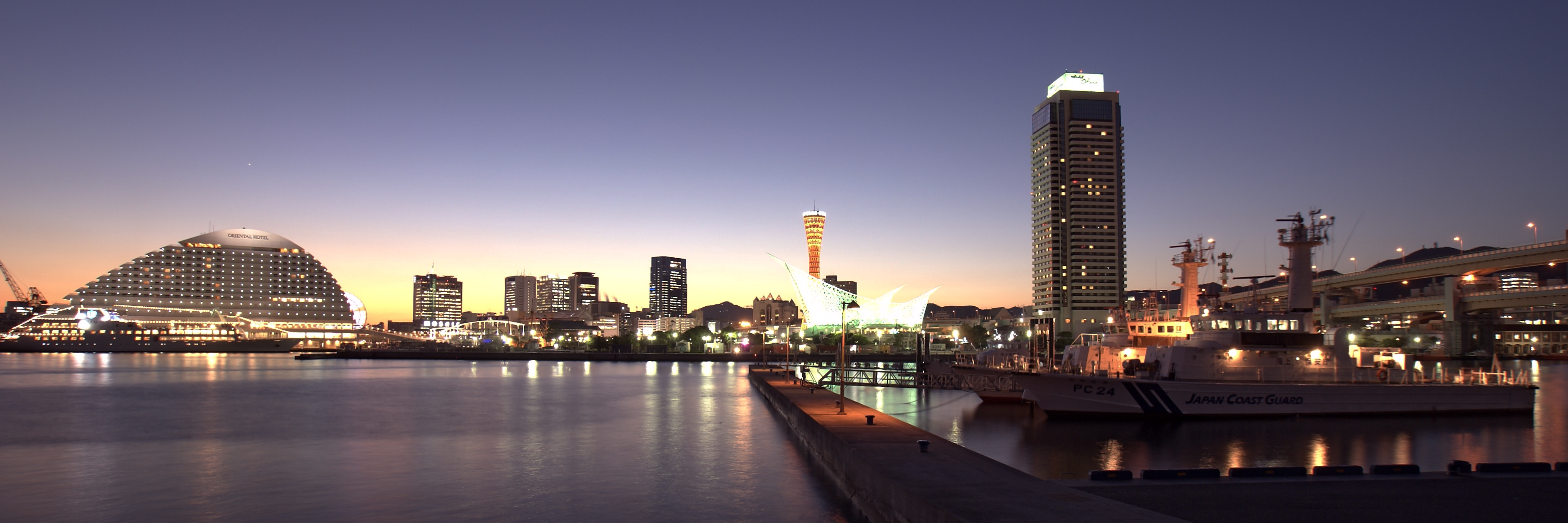
神戶港

- 特定重要港灣：神戶港（神戶市）、姬路港（姬路市）
- 重要港灣：尼崎西宮芦屋港（尼崎市、西宮市、芦屋市）、東播磨港（播磨町、加古川市、高砂市）
- 其他港灣：兵庫港、長田港、垂水港、明石港、江井島港、二見港、相生港、赤穗港、濱坂港、香住港、津居山港、岩屋港、津名港、洲本港、由良港、福良港、室津港、坂越港、富島港、沼島港

## 特產
| 水果、青菜       | 水果、青菜                                                                     |
| ---------------- | ------------------------------------------------------------------------------ |
| 黑豆             | 是丹波地區的名產。                                                             |
| 栃之實 （栃の実）      | 但馬的特產，是一種七葉樹植物的果實，外觀與栗子近似，處理後可以食用或用來製餅。 |
| 無花果           | 川西是有名的無花果產地。                                                       |
| 松茸             | 松茸是丹波地區的名產。                                                         |
| 魚介類、海產     |                                                                                |
| 松葉蟹           | 柴山港/濱坂漁港。                                                              |
| 螢烏賊           | 濱坂漁港是日本螢烏賊捕撈量第一的產地。                                         |
| 牡蠣             | 播磨灘的名產。                                                                 |
| 鯛               | 明石為主要產地。                                                               |
| 蛸               | 明石為主要產地。                                                               |
| 肉類、乳製品     |                                                                                |
| 神戶牛           | 有名的和牛品種。                                                               |
| 但馬牛           | 有名的和牛品種。                                                               |
| 淡路牛           | 產於南淡路市的和牛品種。                                                       |
| 猪肉             | 牡丹鍋（）是一種兵庫縣境內常見的豬肉烹調方式。                                 |
| 乳製品           | 弓削牧場是兵庫線知名的乾酪生產商。                                             |
| 鄉土料理         |                                                                                |
| 明石燒           | 是一種明石地區獨特的章魚燒。                                                   |
| 鹽味饅頭         | 以赤穗市名產的赤穗鹽和紅豆餡製成的日式饅頭（まんじゅう）。                               |
| 神戶葡萄酒       | 神戶西部的葡萄園所製作的葡萄酒。                                               |
| 工藝品、民俗藝品 |                                                                                |
| 丹波立杭燒       | 國家指定的傳統工藝品。                                                         |
| 出石燒           | 國家指定的傳統工藝品。                                                         |
| 播州三木打刃物   | 國家指定的傳統工藝品。                                                         |
| 淡路島製香       | 日本香道發源地。                                                               |
| 豊岡杞柳細工     | 國家指定的傳統工藝品。                                                         |
| 播州毛鉤         | 國家指定的傳統工藝品。是一種以傳統工法製作的釣鉤。                             |
| 播州算盤         | 國家指定的傳統工藝品。                                                         |
| 參考資料：       |                                                                                |

## 國際交流

### 姐妹城市
- 中华人民共和国廣東省（1983年）
- 中华人民共和国海南省（1990年）
- 俄羅斯哈巴羅夫斯克邊疆區（1969年）
- 西澳大利亞州（1981年）
- 美国華盛頓州（1963年）
- 帛琉（1983年）
- 巴西巴拉那州（1970年）

### 交流城市
- 法國塞納-馬恩省、安德爾-羅亞爾省（1991年）
- 德国什勒斯維希-霍爾斯坦邦（1997年）
- 法國阿韋龍省（2000年）
- 中华人民共和国江蘇省（2006年）
- 越南胡志明市（2007年）
- 慶尚南道（2012年）
- 法國諾爾省（2013年）
- 越南同奈省（2013年）
- 印度古吉拉特邦（2016年）
- 越南河南省（2016年）
- 越南隆安省、芹苴市（2017年）